# Rosières-en-Blois
Pour les articles homonymes, voir Rosières.
Rosières-en-Blois est une ancienne commune du département de la Meuse qui est associée à Delouze depuis le 1er janvier 1973, avec laquelle elle forme la commune de Delouze-Rosières.

## Histoire
Dépendait du Barrois mouvant et du diocèse de Toul avant 1790.

## Lieux et monuments

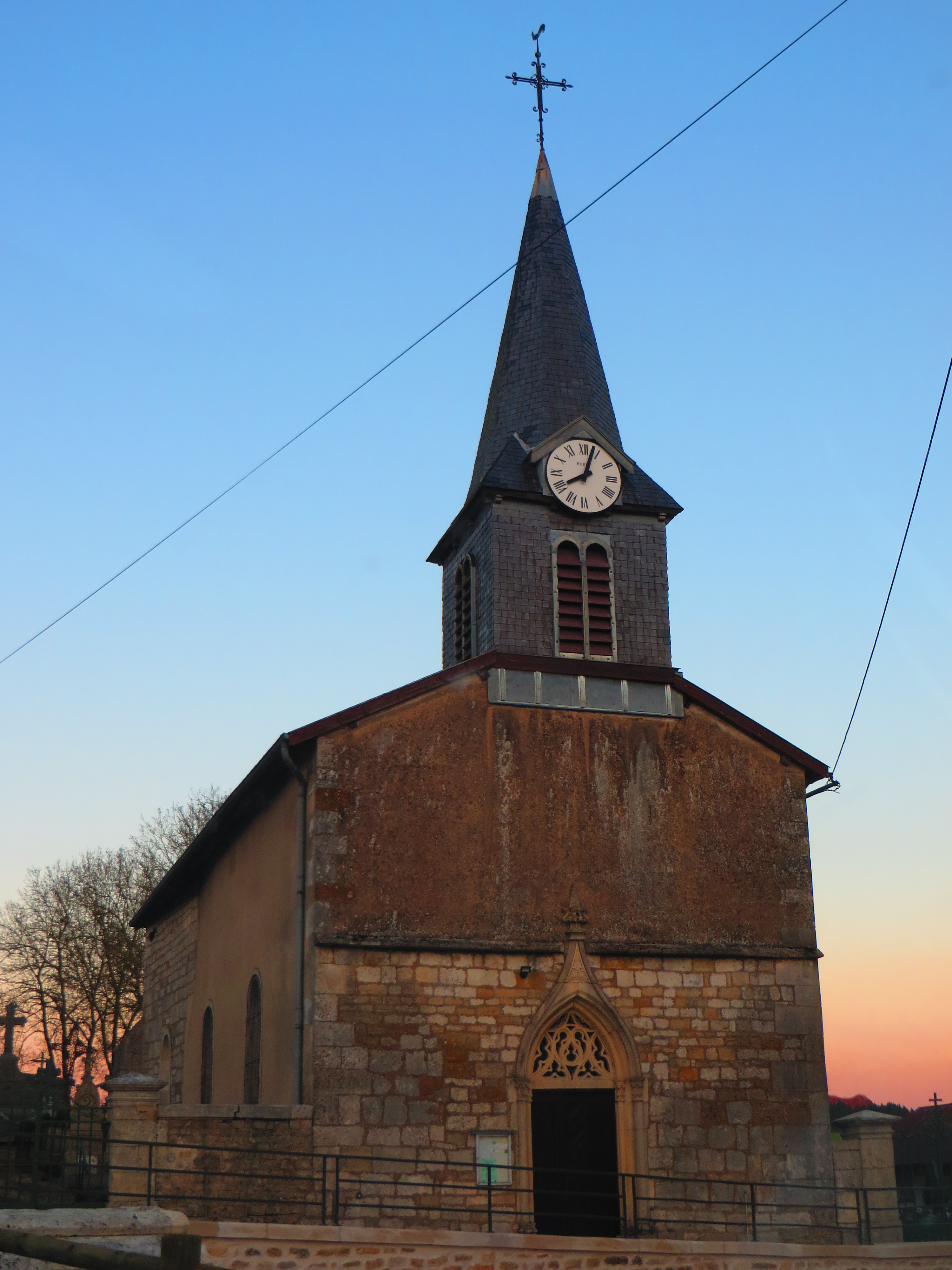
Église Saint-Genebaud.

## Administration
| Période                                  | Période | Identité | Étiquette | Qualité |
| ---------------------------------------- | ------- | -------- | --------- | ------- |
| 1971                                     | 1972    |          |           |         |
| Les données manquantes sont à compléter. |         |          |           |         |

| Période                                  | Période | Identité         | Étiquette | Qualité |
| ---------------------------------------- | ------- | ---------------- | --------- | ------- |
|                                          |         | Jean-Luc Baraldi |           |         |
| Les données manquantes sont à compléter. |         |                  |           |         |

## Démographie
| 1793 | 1800 | 1806 | 1821 | 1831 | 1836 | 1841 | 1846 |
| ---- | ---- | ---- | ---- | ---- | ---- | ---- | ---- |
| 150  | 128  | 154  | 135  | 163  | 182  | 180  | 189  |

| 1851 | 1856 | 1861 | 1866 | 1872 | 1876 | 1881 | 1886 |
| ---- | ---- | ---- | ---- | ---- | ---- | ---- | ---- |
| 179  | 156  | 156  | 144  | 123  | 115  | 124  | 120  |

| 1891 | 1896 | 1901 | 1906 | 1911 | 1921 | 1926 | 1931 |
| ---- | ---- | ---- | ---- | ---- | ---- | ---- | ---- |
| 250  | 100  | 100  | 93   | 83   | 69   | 78   | 75   |

| 1936 | 1946 | 1954 | 1962 | 1968 | - | - | - |
| ---- | ---- | ---- | ---- | ---- | - | - | - |
| 81   | 76   | 70   | 65   | 65   | - | - | - |